# Опдас
Опдас (англ.  Opdas Cave) — погребальная пещера на острове Лусон, Филиппины, также известная как «пещера черепов».

## Общие сведения
Пещера расположена на южной окраине Кабаяна, на территории частного двора.
Внутри – множество черепов и костей; некоторые деревянные гробы были также размещены на одной стороне.
Согласно исследованию Токийского университета в Японии, костям от 500 до 1000 лет. Все это раскопал и собрал ветеран Второй мировой войны Бабан Беронг, чтобы обеспечить находке надлежащее место как достопримечательности района.
Пещерные захоронения были традицией богатых людей. Случались и исключения: например, во времена эпидемий, жертвы страшной болезни складывались в погребальной пещере независимо от социального статуса, как это было в пещере Опдас.  Низшие классы общества и, возможно, рабы были просто погребены под землей. 